# Praga L
Praga L — первый чехословацкий бронеавтомобиль.

## История
После развала Австро-Венгерской Империи на карте Европы появилось несколько независимых стран. Среди них была и Чехословакия, которая успела заполучить трофейное австро-венгерское стрелковое вооружение, а также английское, итальянское и французское. Из бронетехники были получены только 7 танков Renault FT-17 и два бронеавтомобиля Lancia IZ. Чехословацкая армия была недовольна их качеством и требовала наладить отечественное производство бронетехники.
Praga L — это был первый бронеавтомобиль Чехословакии. В 1921 году его начали проектировать, в 1922 году он поступил на ходовые испытания. Бронеавтомобиль был создан на основе одноимённого грузовика, для бронирования применялись листы гранёной формы. Для улучшения защиты колёса были сделаны из твёрдой резины. Вооружение бронеавтомобиля состояло из одного 7,92-мм пулемёта MG 08 и 37-мм пушки L/27, установленных во вращающейся башне цилиндрической формы.
Испытания бронеавтомобиля Praga L разочаровали армейскую комиссию из-за слабых ходовых характеристик машины и неполноприводного шасси. Машина не поступила на серийное производство. Единственный образец был куплен армией по цене 539.000 крон и получил военный номер 15. Он честно отслужил до 1925 года, после чего был отправлен в школу водителей. В 1932 года бронеавтомобиль Praga L разобрали на металл.